# The Hellcats
The Hellcats, ook wel bekend als Biker Babes, is een Amerikaanse film uit 1967. De film werd geregisseerd door Robert F. Slatzer.

## Verhaal
Misdaadbaas Adrian gebruikt een motorbende genaamd de Hellcats om drugs voor hem te verkopen. Deze samenwerking staat echter op losse schroeven daar de bende en Adrians handlangers niet met elkaar overweg kunnen. Een detective genaamd Chapman is bezig met een onderzoek naar Adrians drugshandel, en hoopt bewijzen tegen hem te kunnen krijgen via de Hellcats. Adrian laat echter een van zijn handlangers Chapman vermoorden.
Na Chapmans dood neemt diens broer Monte, die sergeant is in het Amerikaanse leger, het onderzoek over. Hij zweert wraak tegen Adrian, en spant samen met Chapmans verloofde Linda. Samen doen ze zich voor als een stelletje dat graag bij de Hellcats wil. Op deze manier hoopt Monte dicht genoeg bij Adrian te komen om zijn broer te kunnen wreken.

## Rolverdeling
| Acteur            | Personage               | Opmerkingen     |
| ----------------- | ----------------------- | --------------- |
| Ross Hagen        | Sergeant Monte Chapman  |                 |
| Dee Duffy         | Linda Martin            |                 |
| Sharyn Kinzie     | Sheila                  |                 |
| Del 'Sonny' West  | Snake                   | als Sonny West  |
| Robert F. Slatzer | Mr. Adrian              | als Bob Slatzer |
| Tony Lorea        | Six Pack                |                 |
| Eric Lidberg      | Hiney                   |                 |
| Shannon Summers   | Rita                    |                 |
| Bro Beck          | Detective David Chapman |                 |
| Diane Ryder       | Candy Cave              |                 |
| Nick Raymond      | Pepper                  |                 |

## Achtergrond
The Hellcats werd bespot in de cultserie Mystery Science Theater 3000.